# Georgij Gurtsijev
Georgij Kazbekovitj Gurtsijev (ryska: Георгий Казбекович Гурциев), född 16 oktober 2000 i Vladikavkaz, är en rysk-belarusisk taekwondoutövare.

## Karriär
I november 2018 tog Gurtsijev brons i 58 kg-klassen vid U21-EM i Warszawa. I september 2019 tog han guld i 58 kg-klassen vid U21-EM i Helsingborg.
I maj 2023 tog Gurtsijev silver i 58 kg-klassen vid VM i Baku efter en finalförlust mot sydkoreanske Bae Jun-seo. I mars 2024 kvalificerade han sig vid den europeiska OS-kvalturneringen för olympiska sommarspelen 2024 i Paris.